# Cold turkey
De term Cold turkey wordt gebruikt om een manier van afkicken te beschrijven. Bij de coldturkeymethode wordt in één keer gestopt met het gebruik van het middel waar de patiënt aan verslaafd is. Ook worden er geen middelen gebruikt die ontwenningsverschijnselen kunnen remmen. 

## Naamsverklaring
Diverse bronnen verklaren het gebruik van de term aan de hand van het Amerikaans-Engelse slang "to speak cold turkey", volkstaal voor "recht voor zijn raap spreken" of "de dingen bij de naam noemen", ontstaan in het begin van de 20e eeuw.

## Ontwenningsverschijnselen
Ontwenningsverschijnselen en hun duur verschillen per middel en mate van afhankelijkheid. Tot de mogelijke verschijnselen behoren spasmodermie, misselijkheid, diarree, onrustigheid, rillen, transpireren en slapeloosheid. Deze kunnen enkele dagen tot in extreme gevallen een maand aanhouden. Geestelijke afhankelijkheid kan nog jaren of zelfs levenslang (latent) aanwezig blijven.

## Risico's
Plotseling stoppen met het gebruiken van onder andere alcoholische dranken, benzodiazepinen of barbituraat kan leiden tot mogelijk dodelijke convulsie (stuipen). Daarom wordt bij sommige drugs een afbouwschema aanbevolen omdat cold turkey stoppen de druk op het hart en de bloedvaten kan verhogen wat in het ergste geval kan leiden tot een beroerte of hartaanval. Ook bij een zware alcoholverslaving kan het beter zijn om geleidelijk af te bouwen om het risico op epilepsie of een delirium tremens te verkleinen.

## Toepassing
De coldturkeymethode wordt onder andere toegepast in Amerikaanse gevangenissen. Verslaafden krijgen hier geen vrijstelling om middelen te gebruiken en worden maar zelden geholpen bij het stoppen. Dit is omstreden omdat het inhumaan en onverantwoordelijk zou zijn, maar gebruikers kunnen er ook zelf voor kiezen. Voor heroïneverslaafden is de methode even effectief als pijnlijk: ze laten zich opsluiten of worden opgesloten om op die manier niet in staat te zijn terug te vallen in hun oude gewoonte. Voor rokers is afkicken met hulpmiddelen effectiever gebleken.
Cold turkey wordt ook gebruikt voor het radicaal stopzetten van elk contact na of tijdens een verliefdheid.